# Steve Reeves
Steve Reeves, född 21 januari 1926, död 1 maj 2000, var en amerikansk kroppsbyggare och skådespelare.
Reeves föddes i Glasgow, Montana men flyttade till Kalifornien vid 10 års ålder med sin mor efter att fadern dött. Hans intresse för bodybuilding började under skoltiden. Under andra världskriget var han soldat i Stillahavskriget. Efter kriget vann han flera bodybuildingtitlar, däribland Mr. America 1947, Mr. World 1948 och Mr. Universum 1950. Han bestämde sig för att även pröva lyckan som skådespelare och var av Cecil B. DeMille påtänkt för rollen som Simson i Simson och Delila (1949) men den rollen fick istället Victor Mature. Reeves gjorde sin filmdebut några år senare i Edward D. Woods Jail Bait (1954) och samma år medverkade han även i filmen Athena, regisserad av Richard Thorpe. Efter detta blev han erbjuden rollen som Herkules i två italienska filmer av Pietro Francisci. De blev framgångsrika och var början på en framgångsrik filmkarriär i Italien, som kom att vara drygt ett decennium, tills han gjorde sin sista film, spaghettiwestern Vivo per la tua morte, 1968. Under höjdpunkten av sin karriär var han den högst betalda skådespelaren i Europa.
Han återvände till hemlandet och ägnade sig bland annat åt hästuppfödning. Han dog av lymfom 2000.